# Henry Parnell, 1. Baron Congleton

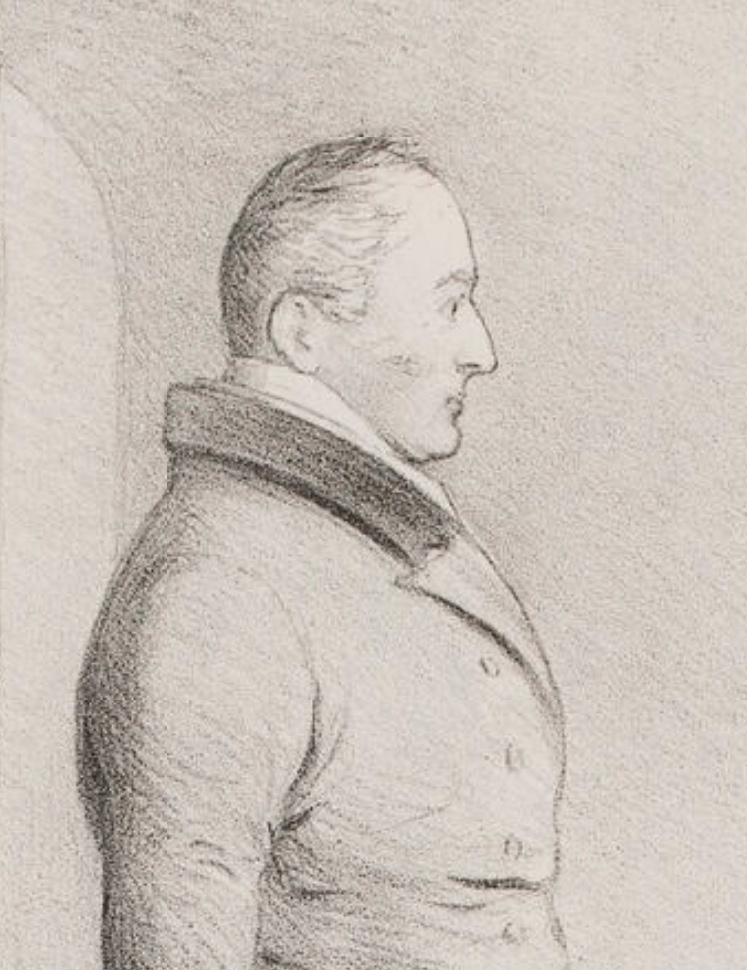
Henry Parnell, 1. Baron Congleton

Henry Brooke Parnell, 1. Baron Congleton PC (* 3. Juli 1776; † 8. Juni 1842 (Suizid)) war ein irisch-britischer Politiker der Whigs, der 37 Jahre lang Abgeordneter des House of Commons sowie Paymaster General war.

## Leben

### Familiäre Herkunft und Unterhausabgeordneter
Parnell war der Sohn von Sir John Parnell, 2. Baronet Parnell, der langjähriges Mitglied des irischen House of Commons sowie zeitweilig Lord of the Treasury war. Nach seiner Schulausbildung am Eton College absolvierte er ein Studium am Trinity College der University of Cambridge und war später in der Verwaltung der Familiengüter tätig. Durch ein parlamentarisches Sondergesetz wurde er 1789 als Erbe des Familienbesitzes eingesetzt, da sein älterer Bruder und eigentliche Erbe, John Augustus Parnell, aufgrund einer schweren Behinderung nicht in der Lage war, das Eigentum zu verwalten. Allerdings erbte John Augustus Parnell beim Tod des Vaters am 5. Dezember 1801 den Adelstitel des 3. Baronet.
1797 wurde Parnell als Abgeordneter für das Borough Maryborough im Queen’s County ins irische House of Commons gewählt und gehörte diesem bis zum Act of Union 1800 an. Im April 1802 wurde er erstmals ins britische House of Commons gewählt. Er gehörte den Whigs an und war von April bis Juni 1802 Abgeordneter für Queen’s County von Juli 1802 bis Dezember 1802 für das Borough Portarlington im Queen’s County und vom 17. Februar 1806 bis zum 10. Dezember 1832 erneut für Queen’s County.

### Regierungsämter, Baronet und Oberhausmitglied
Während der Amtszeit von Premierminister William Wyndham Grenville, 1. Baron Grenville, übernahm Parnell am 11. Februar 1806 das Amt eines Lord of the Treasury und behielt diese Funktion bis zum Ende von Grenvilles Amtszeit am 31. März 1807.
Beim Tod seines älteren Bruders John Augustus Parnell erbte er am 30. Juli 1812 dessen Titel als 4. Baronet, of Rathleague in the Queen’s County.
Während der Amtszeit von Premierminister Charles Grey, 2. Earl Grey, wurde Parnell 1831 Sekretär im Kriegsministerium und war als solcher bis 1832 einer der engsten Mitarbeiter von Kriegs- und Kolonialminister (Secretary of State for War and the Colonies) Frederick John Robinson, 1. Viscount Goderich. Mit der Übernahme dieses Amtes wurde er 1831 auch Privy Counsellor.
Am 17. April 1833 wurde Parnell erneut ins britische House of Commons gewählt, diesmal bis zum 3. Juli 1841 als Abgeordneter für das Borough Dundee in Schottland.
Nach dem Amtsantritt von Premierminister William Lamb, 2. Viscount Melbourne, am 18. April 1835 wurde Parnell von diesem zum ersten Generalzahlmeister (Paymaster General) ernannt. Er bekleidete dieses Amt bis zum Ende von Melbournes Amtszeit am 30. August 1841. Gleichzeitig war er zwischen 1835 und 1836 letzter Schatzmeister der Royal Nacy (Treasurer of the Navy), ehe dieses Amt im Amt des Generalzahlmeisters aufging.
Nach seinem Ausscheiden aus dem House of Commons wurde Parnell durch ein Letters Patent vom 18. August 1841 als Baron Congleton, of Congleton in the County of Chester, in den erblichen Adelsstand erhoben und war dadurch bis zu seinem Selbstmord durch Erhängen im darauf folgenden Jahr Mitglied des House of Lords.
Aus seiner am 17. Februar 1801 geschlossenen Ehe mit Caroline Elizabeth Dawson-Damer, einer Tochter von John Dawson, 1. Earl of Portarlington, gingen sechs Kinder hervor, darunter John Vesey Parnell, der seine Adelstitel erbte, sowie Henry William Parnell, der seinem älteren Bruder folgte, der keinen männlichen Nachkommen hatte.